# 孫鵬 (網球運動員)
孙鹏（1983年10月19日—），中国网球运动員。9歲開始接觸網球，師承多位中國網球名將，現在教練為Hai-Long Jin。2005年十運會，與王鈺被譽為振興天津市在國內網球的霸主地位的希望，但是在團體賽和雙打中接連失利；而后在男單決賽中擊敗曾少眩而奪冠。
他曾代表中國參加戴维斯杯、奥運會等大型賽事，2006年更與彭帅聯手代表中國參加霍普曼杯。單打世界排名最高為290位，雙打則為670位。戴维斯杯戰績為3勝6負。

## 國內比賽
- 2005年中华人民共和国第十届全运会网球比赛男子單打比賽金牌、男子團體比賽銀牌、男子雙打比賽銅牌（代表天津）
- 2009年中華人民共和國第十一屆全運會網球男子團體比賽銅牌（代表天津）

## 外部連結
- 孫鵬（英文/西班牙文）的官方資料
- 孫鵬的國際網球總會 職業／青少年 官方資料（英文）
- 孫鵬的官方資料（英文）